# Sulfacetamidă
Sulfacetamida este un antibiotic din clasa sulfamidelor care este utilizat în tratamentul unor infecții bacteriene, precum: vaginite, keratite, conjunctivite și blefarite. Sub formă de sulfacetamidă topică este condiționată în forme de uz topic (loțiuni topice, creme) și se utilizează în tratamentul dermatitelor seboreice, acneei și a altor infecții bacteriene ale pielii.